# Traktat ryski (1921)

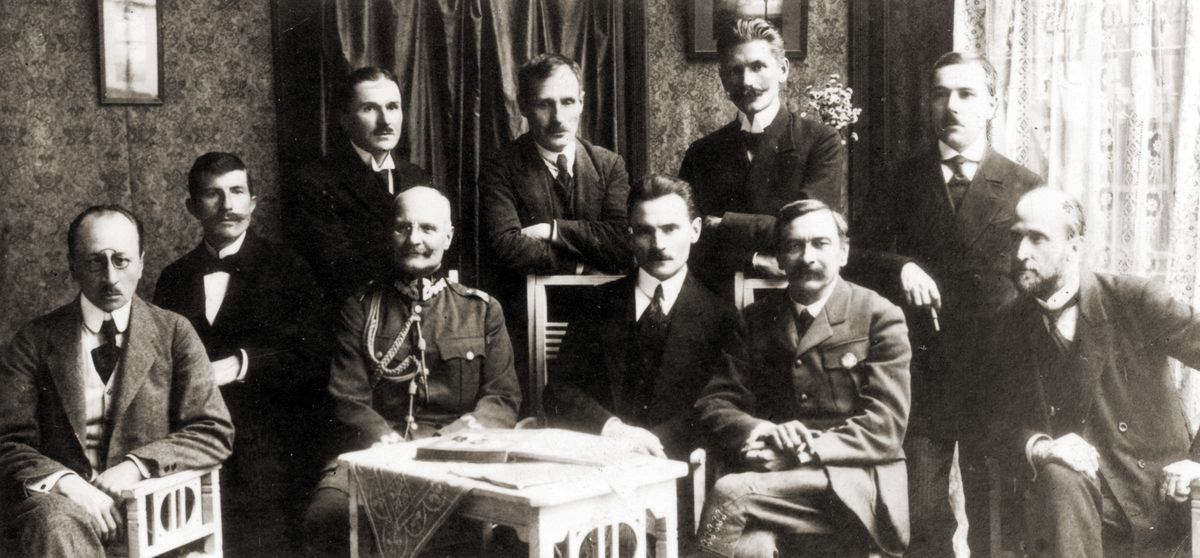
Delegacja polska na rokowania o zawieszeniu broni i zawarciu pokoju z Rosją Sowiecką 1920. Od lewej siedzą: Władysław Kiernik, gen. Mieczysław Kuliński, Jan Dąbski, Stanisław Grabski, Leon Wasilewski. Stoją: Michał Wichliński, Witold Kamieniecki, Norbert Barlicki, Adam Mieczkowski, Ludwik Waszkiewicz.

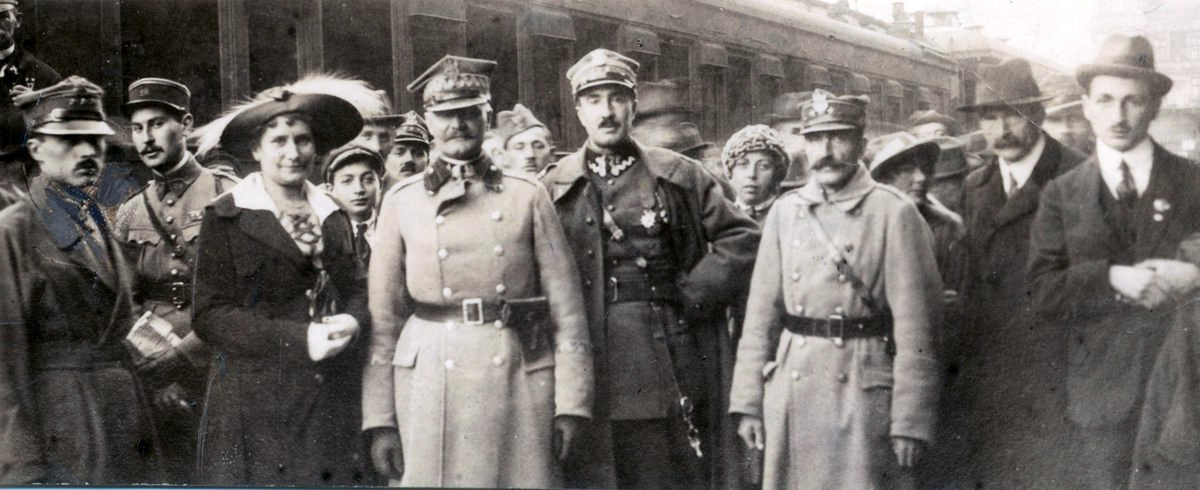
Delegacja Wojska Polskiego na rokowania ryskie. W środku gen. Mieczysław Kuliński

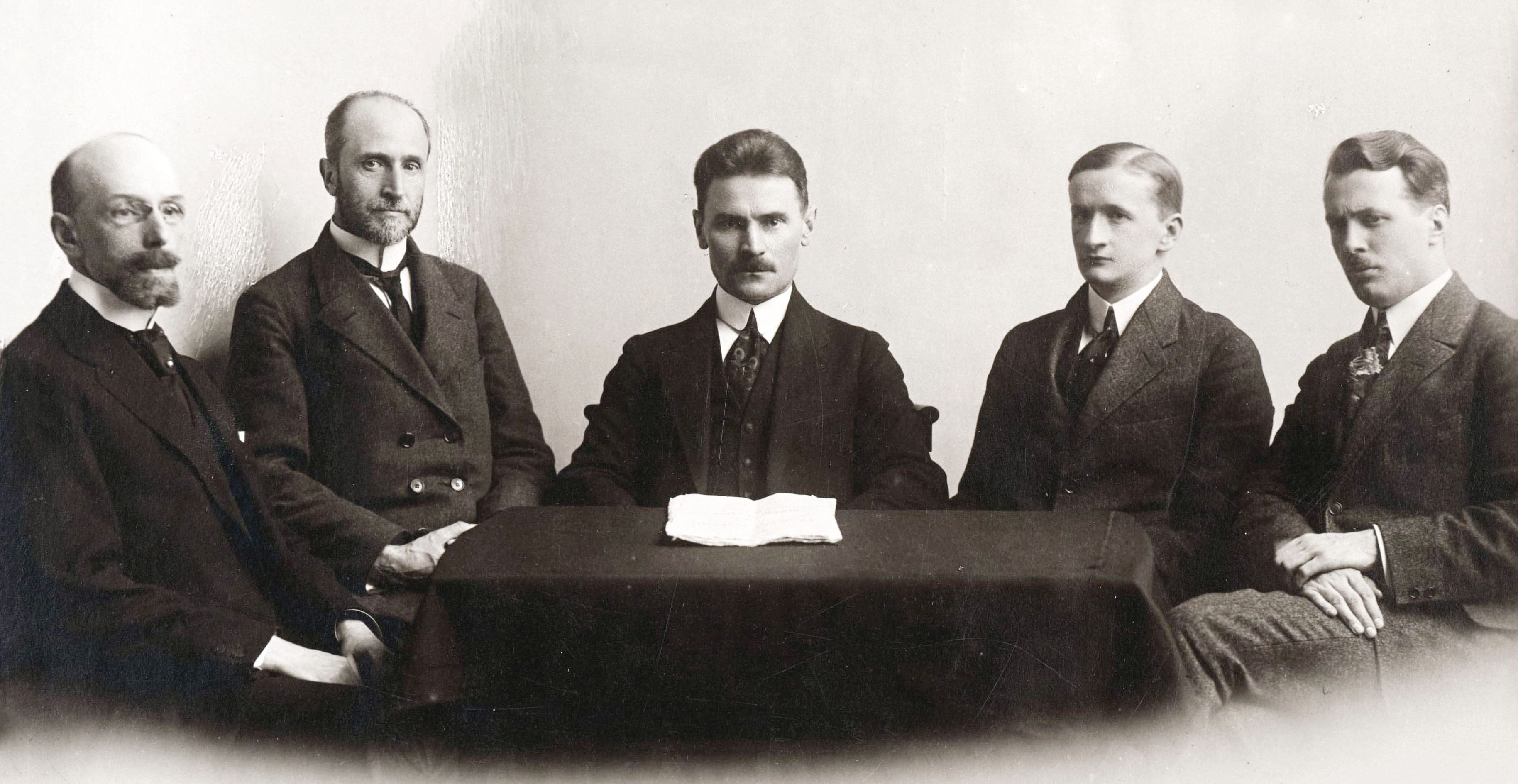
Delegaci Polski na rokowania pokojowe w Rydze 1921. Od lewej: Edward Lechowicz, Leon Wasilewski, Jan Dąbski, Henryk Strasburger, Stanisław Kauzik

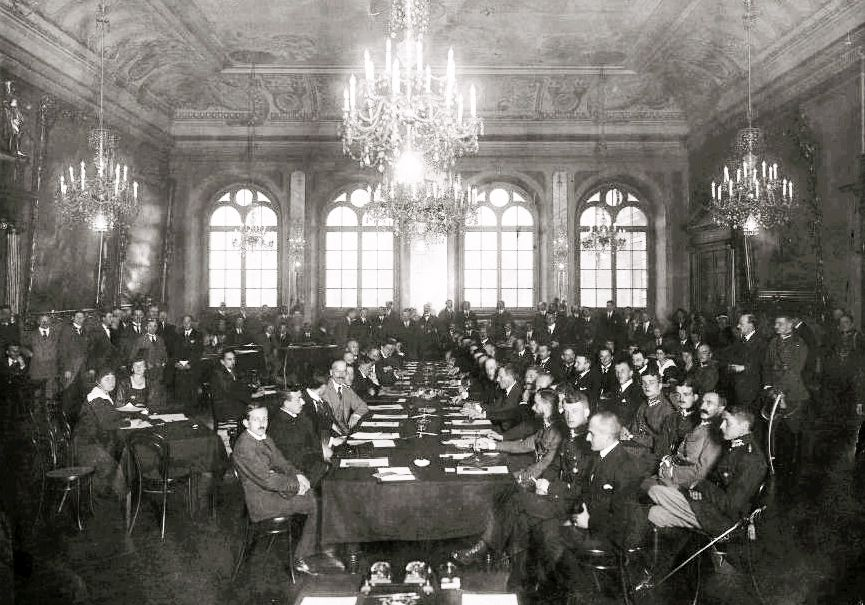
Pierwsze posiedzenie plenarne rokowań. Delegacja sowiecka po lewej, po prawej delegacja polska ze Stanisławem Grabskim.

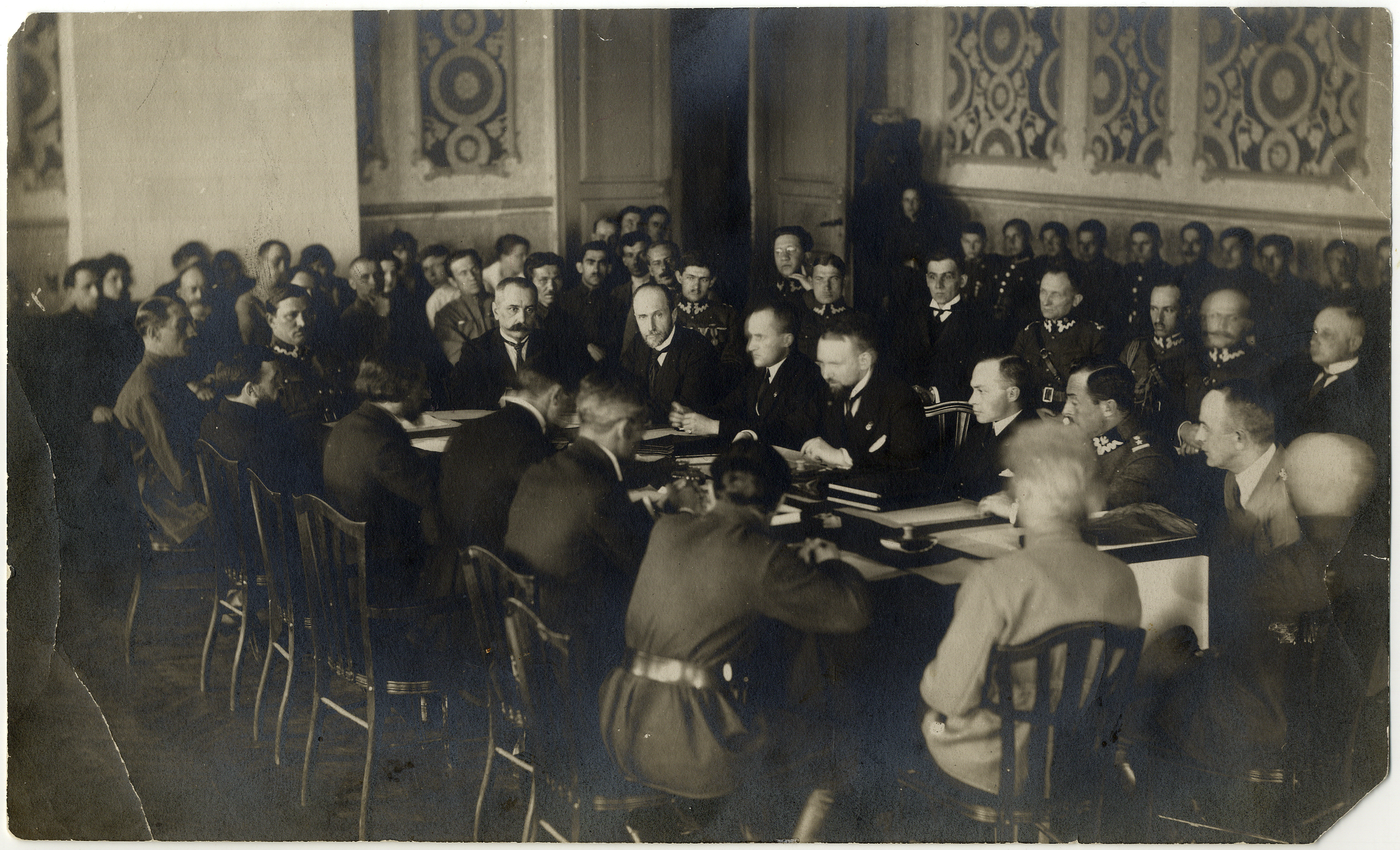
Prawa strona – delegacja polska, lewa – radziecka. Przy stole siedzą: Karol Poznański (trzeci z prawej), Aleksander Ładoś (czwarty z prawej), Leon Wasilewski (szósty z prawej)

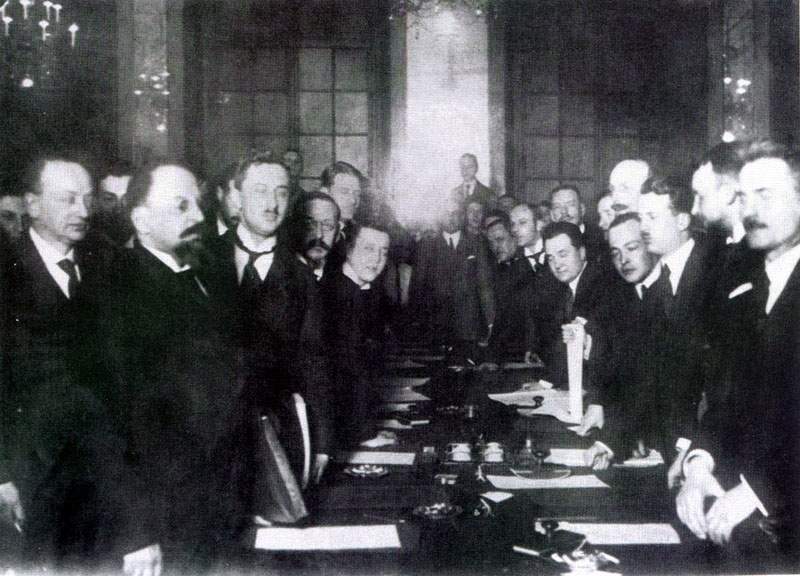
Podpisanie traktatu. Z lewej Leonid Obolenski i Adolf Joffe, z prawej Jan Dąbski

Traktat ryski (lub inaczej pokój ryski), Traktat pokoju między Polską a Rosją i Ukrainą, podpisany w Rydze dnia 18 marca 1921 r. – traktat pokojowy zawarty między Rzecząpospolitą Polską a RFSRR i USRR, ratyfikowany przez Naczelnika Państwa marszałka Józefa Piłsudskiego 16 kwietnia 1921; obowiązywał od 30 kwietnia 1921, tj. wymiany dokumentów ratyfikacyjnych przez strony, co nastąpiło w Mińsku.
Podpisanie traktatu miało miejsce 18 marca 1921 o godz. 20:30 w Domu Bractwa Czarnogłowych w Rydze. Traktat składał się z 26 artykułów. Obydwie strony zobowiązały się  w nim do nieingerowania w sprawy wewnętrzne drugiego państwa.
Traktat zakończył wojnę polsko-bolszewicką z lat 1919–1920, ustalał przebieg granic między tymi państwami oraz regulował inne sporne dotąd kwestie. Poprzedzony był Umową o preliminaryjnym pokoju i rozejmie między Rzecząpospolitą Polską a Rosyjską Federacyjną Socjalistyczną Republiką Rad i Ukraińską Socjalistyczną Republiką Rad, podpisaną w Rydze 12 października 1920. Ustawowa ratyfikacja preliminariów pokojowych i rozejmu przez Sejm RP nastąpiła jednogłośnie 22 października 1920, a dwa dni później to samo uczyniła Rosja radziecka. Samo zawieszenie broni weszło w życie już 18 października 1920 o 24:00.

## Okoliczności rozpoczęcia rokowań
Rokowania polsko-sowieckie rozpoczęły się w sierpniu 1920 w Mińsku, w sytuacji zagrożenia przez wojska sowieckie niepodległości Polski. Delegacji polskiej przewodniczył wiceminister spraw zagranicznych, Jan Dąbski, a delegacji sowieckiej Karl Daniszewski. 21 września 1920 negocjacje zostały przeniesione na grunt neutralny do Rygi (Łotwa), a Daniszewskiego zastąpił Adolf Joffe. Po zwycięstwie w Bitwie Warszawskiej i kampanii niemeńskiej polska delegacja miała znacznie korzystniejsze karty w swych rękach. Jako przedstawicieli RP do Rygi wysłano Jana Dąbskiego, Henryka Strasburgera i Leona Wasilewskiego.
Większość składu grupy (poza Wasilewskim i Strasburgerem) należała do stronnictw prawicy, przeciwnej budowie federacji polsko-białorusko-litewskiej i niepodległości Ukrainy. Już na początku właściwych rozmów polska delegacja uznała USRR jako stronę rokowań (sowieckie państwo ukraińskie), wycofując jednocześnie w konsekwencji uznanie dla URL, z którą wiązała Polskę umowa sojusznicza z wiosny 1920. Wyczerpana wojną Polska nie mogła prowadzić dalszych walk o niepodległość Ukrainy, tym bardziej, że sami Ukraińcy nie poparli Petlury w 1920, a państwa zachodnie były niepodległości Ukrainy przeciwne. Pokonani bolszewicy byli skłonni do daleko idących ustępstw terytorialnych wobec Polski (Mińsk, Kamieniec Podolski, Żytomierz), natomiast kategorycznie odrzucali możliwość uznania niepodległości Ukrainy i wymusili na Polsce zgodę na ekstradycję internowanych na jej terytorium ukraińskich żołnierzy. Dotyczyło to również Rosjan i Białorusinów, którzy walczyli po stronie polskiej. O sposobie reprezentacji Ukrainy przez delegację sowiecką świadczy najlepiej fakt, że treść traktatu w języku ukraińskim sporządzić musiał Leon Wasilewski.
W czasie prowadzenia polsko-sowieckich rokowań o zawieszenie broni i traktat pokojowy Rosję sowiecką uznawały de iure wyłącznie: Finlandia, Estonia, Łotwa, Litwa, Gruzja i Turcja.

## Postawa polskiej delegacji
granicy polsko-sowieckiej z traktatu ryskiego
     granicą polsko-rosyjską po II rozbiorze
Endecja, która zdominowała skład delegacji, była przeciwna koncepcji federacyjnej Józefa Piłsudskiego, preferując bezpośrednie wcielenie (inkorporację) terenów etnicznie polskich oraz mieszanych, gdzie mieszkał duży odsetek ludności polskiej, dawnej Rzeczypospolitej Obojga Narodów w skład odrodzonego państwa polskiego, zgodnie z zasadami sformułowanymi przez Romana Dmowskiego na paryskiej konferencji pokojowej (→ linia Dmowskiego). Politycy Narodowej Demokracji byli przekonani o tymczasowości rządów bolszewików w Rosji i możliwości dwustronnej, skierowanej przeciwko Niemcom, współpracy z wkrótce przywróconym rządem postkomunistycznej Rosji, w oparciu o podział ziem Białorusi i Ukrainy pomiędzy Polskę a niekomunistyczną Rosję. Było to połączone z przekonaniem o możliwości asymilacji narodowej (polonizacji i rusyfikacji) przez Polskę i Rosję Białorusinów i Ukraińców (traktowanych przez Narodową Demokrację jako „narody niehistoryczne”) w obrębie tak wytyczonej granicy państwowej i współpracy obu państw w tym zakresie. Konsekwencją była np. jednostronna rezygnacja delegacji polskiej z włączenia w granice RP Mińska, przeforsowana przez Stanisława Grabskiego w celu uniemożliwienia stworzenia białoruskiego kantonu sfederowanego z Polską. Granicę wytyczono w odległości ok. 30 km na zachód i północny zachód od miasta, pozostawiając je bolszewikom. Ostatnią próbą realizacji przez Piłsudskiego programu federacyjnego drogą faktów dokonanych był przeprowadzony 8 października 1920 tzw. bunt Żeligowskiego i utworzenie Litwy Środkowej.

Polskie postulaty terytorialne na paryskiej konferencji pokojowej (Linia Dmowskiego) na tle mapy etnograficznej regionu i granic Rzeczypospolitej 1772

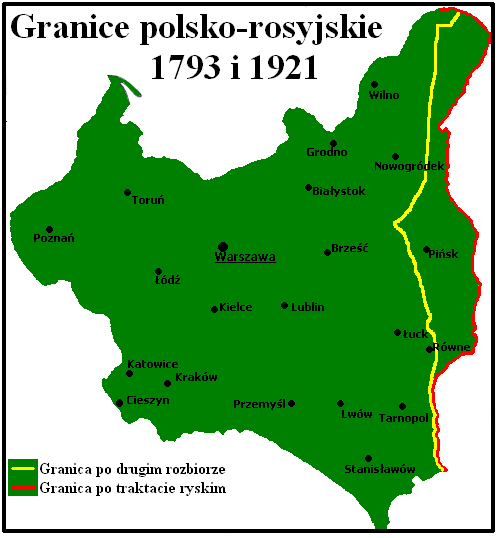
Porównanie
granicy polsko-sowieckiej z traktatu ryskiego z
granicą polsko-rosyjską po II rozbiorze

Endecja twierdziła, że powstanie niepodległej Ukrainy na wschód od Zbrucza doprowadzi wcześniej czy później do jej sojuszu z Niemcami i rewizji granic z Polską poprzez oderwanie od niej terenów Galicji Wschodniej i zachodniego Wołynia. Dla Ukraińców Lwów znaczył bowiem więcej niż Kijów. Zwolennicy koncepcji inkorporacyjnej uważali również, że włączenie całej, prawosławnej na wschodzie Białorusi zniweczy (uważane przez nich za realne) plany polonizacyjne ziem zachodniej Białorusi. Na budowę federacji z Litwą i Białorusią także nie chcieli się zgodzić, obawiając się, że Polska zostanie zmuszona do odstąpienia dwu pozostałym państwom – członkom federacji Wilna i Grodna. Niektórzy politycy endeccy (np. Jędrzej Giertych) szli w swych zarzutach jeszcze dalej, oskarżając Józefa Piłsudskiego o szpiegostwo na rzecz Niemiec i realizację poprzez swoją koncepcję federacyjną niemieckiego planu Mitteleuropy. Delegaci Naczelnika Państwa byli przegłosowywani przez większość delegacji wyznaczonej w przeważającej części przez Sejm. Najważniejsze decyzje podjął w październiku 1920, przekraczając mandat negocjacyjny Ministerstwa Spraw Zagranicznych, przewodniczący delegacji Jan Dąbski w osobistej rozmowie z przewodniczącym delegacji sowieckiej Adolfem Joffe w kwestii uznania USRR za stronę rokowań, bez zapewnienia równoległego miejsca w rokowaniach dla URL, a także terminu i linii zawieszenia broni (linię tę Joffe zaaprobował 4 października, a komunikat w tej sprawie wydano dzień później; wzbudził on sensację na arenie międzynarodowej). Ustalenia rozmowy Dąbski-Joffe faktycznie rozstrzygnęły o przebiegu polsko-sowieckiej linii granicznej i sposobie organizacji politycznej terenów Międzymorza Bałtycko-Czarnomorskiego (Białorusi i Ukrainy).

## Granica

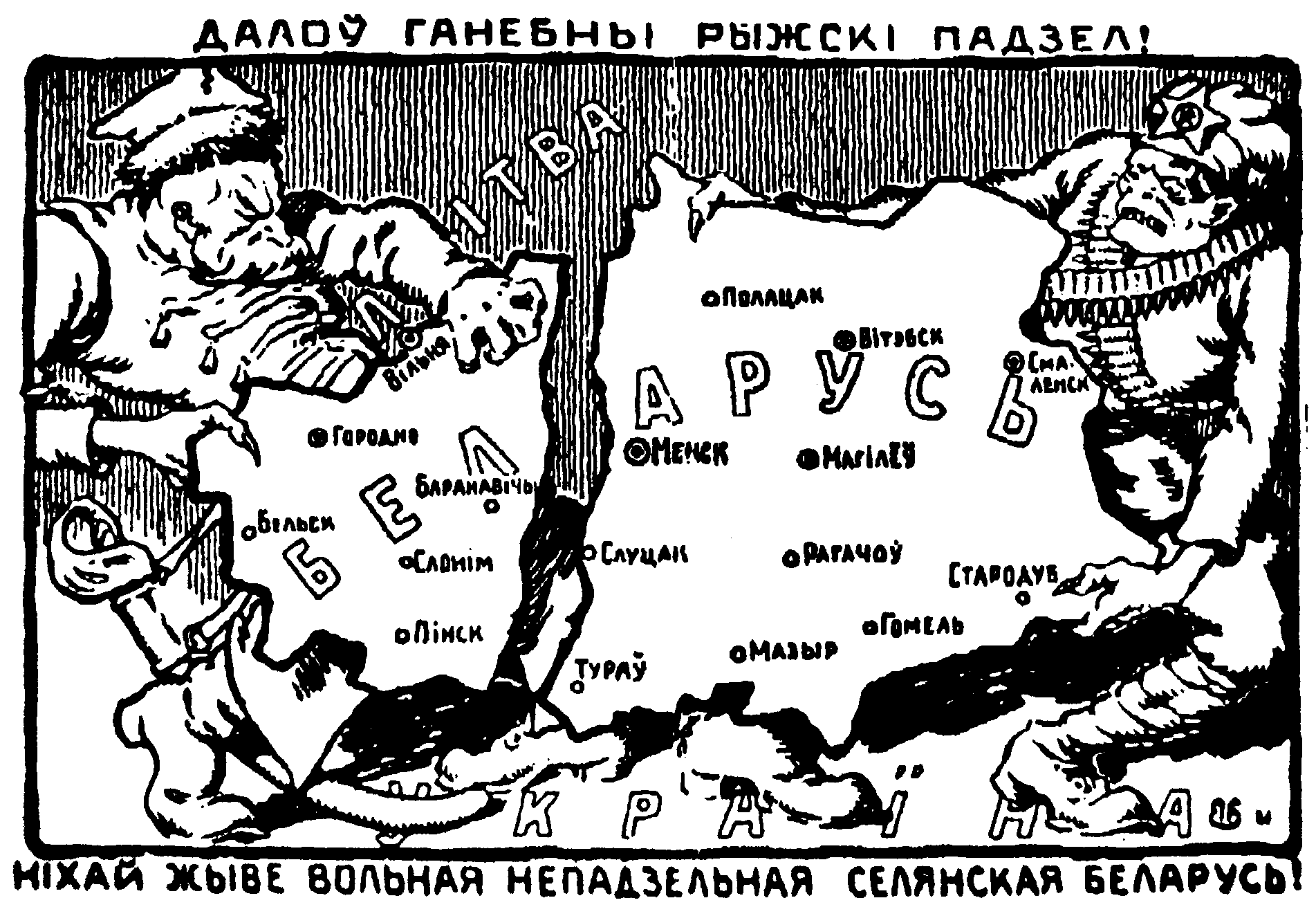
Białoruska karykatura pokoju ryskiego: „Precz z haniebnym rozbiorem ryskim! Niech żyje wolna, niepodzielna, włościańska Białoruś!”

Polska uzyskała ziemie należące przed trzecim i częściowo II rozbiorem do Rzeczypospolitej, a w latach 1795–1916 stanowiące część zaboru rosyjskiego, zaś od wiosny 1919 zajmowane przez Wojsko Polskie: gubernie grodzieńską i wileńską oraz zachodnie części guberni wołyńskiej z Łuckiem, Równem i Krzemieńcem i mińskiej z Nieświeżem, Dokszycami i Stołpcami. Rosja i Ukraina zrzekły się roszczeń do Galicji Wschodniej, przed 1914 wchodzącej w skład monarchii habsburskiej. Granica polsko-sowiecka przebiegała w zasadzie wzdłuż linii II rozbioru z 1793 (z korekturą na rzecz Polski w postaci części Wołynia i Polesia, z miastem Pińskiem).
Generalnie w kwestii rozstrzygnięć terytorialnych Polska rezygnowała z ziem dawnej Rzeczypospolitej położonych na wschód od granicy ustalonej w Rydze, a Rosja i Ukraina z roszczeń do ziem na zachód od wytyczonej linii granicznej. Polska, poprzez uznanie marionetkowej USRR i równoległe wycofanie uznania dla URL (swego jedynego sojusznika w wojnie polsko-bolszewickiej), rezygnowała faktycznie z realizacji programu federacyjnego, natomiast Rosja aprobowała fakt znalezienia się w granicach Polski całej Galicji, jak też terytoriów dawnego Cesarstwa Rosyjskiego, zamieszkałych w dużej mierze przez ludność niepolską.
Między podpisaniem rozejmu i traktatu pokojowego Polska zgłaszała roszczenia do 12 tys. km kwadratowych terytoriów znajdujących się na wschód od linii rozejmowej. Ostatecznie obydwie strony zgodziły się na poprawki graniczne, obejmujące 3 tys. km kw. na korzyść Polski.
Mocarstwa zachodnie nieprzychylnie odniosły się do wynegocjowanej linii granicznej, co budziło znaczne niezadowolenie polskiego społeczeństwa. Po objęciu rządów we Włoszech przez Mussoliniego, 30 stycznia 1923 rząd włoski wystąpił z wnioskiem o definitywne uznanie polskiej granicy wschodniej. 21 lutego z analogicznym wnioskiem wystąpił na forum Rady Ambasadorów delegat francuski. 14 marca 1923 Rada Ambasadorów podjęła decyzję w tej sprawie.
15 marca 1923 decyzję tę usankcjonował protokół dodatkowy, stanowiący wykonanie art. 87 traktatu wersalskiego. Rząd Rosji Sowieckiej nie uznał decyzji Rady Ambasadorów ani też protokołu dodatkowego, odmawiając mocarstwom zachodnim jakichkolwiek praw do rozstrzygania tej kwestii i uważając za jedynie miarodajny traktat ryski, o czym powiadomiono rząd polski.

## Inne postanowienia
Traktat przewidywał także wypłatę Polsce tytułem rekompensaty za wkład ziem polskich w budowanie gospodarki rosyjskiej w okresie rozbiorów kwoty 30 mln rubli w złocie według cen z roku 1913 (ustalenia te nie zostały jednak nigdy wykonane pod różnymi pretekstami przez stronę sowiecką). Zobowiązywał też stronę radziecką do zwrotu zagrabionych w czasie zaborów dzieł sztuki i zabytków (zwrócono jednak niewiele – na zasadzie wzajemności), m.in. arrasy wawelskie (15 dzieł z  serii „Potop”), jedyne zachowane polskie insygnium koronacyjne (Szczerbiec) i pomnik księcia Józefa Poniatowskiego (dłuta Thorvaldsena), do 1924 ozdobę rezydencji Iwana Paskiewicza w Homlu. Do Polski wróciło także wyposażenie Zamku Królewskiego w Warszawie, obraz Jana Matejki „Bitwa pod Grunwaldem”, Archiwum Koronne, 7193 rękopisy m.in. Biblioteki Załuskich, oryginalne diariusze sejmowe, listy i notatki Radziwiłłów, Chodkiewiczów, Kadłubka, Długosza, Naruszewicza, Kościuszki i Lelewela, a częściowo archiwa urzędów gubernialnych Królestwa Kongresowego. Po udokumentowaniu polskich praw wróciły do Polski zbiory grafik, rękopisów i książek, które znajdowały się w rosyjskich bibliotekach i archiwach państwowych. Poza Polską pozostało 70 tys. sztuk numizmatów, znaczna liczba arrasów, sztandary Legionów Dąbrowskiego, 10 tys. sztychów. Nie oddano także Archiwum Wielkiego Księstwa Litewskiego jako „przynależne nauce radzieckiej”.
Traktat określił również losy ludności polskiej znajdującej się na terytorium kontrolowanym przez bolszewików. O obywatelstwo polskie mogły się starać osoby, które ukończyły 18 rok życia i 1 sierpnia 1919 były zameldowane na terenie dawnego Królestwa Polskiego. Do Polski mogli wyjechać również potomkowie powstańców zesłanych w latach 1830–1865 oraz wszyscy, którzy mogli udowodnić, że są nie dalej niż w trzecim pokoleniu potomkami osób, które stale zamieszkiwały na terytorium dawnej Rzeczypospolitej. Zainteresowani mieli jeden rok na złożenie oświadczenia o wyborze obywatelstwa.
W miarę sprawnie przeprowadzono akcję wymiany jeńców; do maja 1921 wysłano ich z Polski ponad 24 tys., jednak sabotująca postanowienia traktatu strona rosyjska wydała jedynie 12,5 tys. osób. Dopiero zawieszenie przez Polskę zwalniania rosyjskich jeńców spowodowało, że Rosja przestała utrudniać ewakuację polskich żołnierzy.
Artykuł VI traktatu faktycznie ograniczał możliwości wyboru opcji obywatelstwa polskiego (np. w głębi Rosji) i umożliwił władzom sowieckim blokowanie wyjazdów do Polski. Nawet potomkowie uczestników walk o niepodległość w latach 1830–1865 musieli udowadniać urzędnikom sowieckim m.in. działalność, używanie języka polskiego jako mowy potocznej, wskazujące na przywiązanie do polskości. Nie przewidziano żadnej procedury odwoławczej. Większość z nich poniosła tragiczne konsekwencje zapisów traktatowych. Rosjanie utrudniali wyjazdy do Polski osób cywilnych i pod pretekstem braku zgłoszeń ogłosili w styczniu 1923 zakończenie akcji repatriacyjnej. Po kilku miesiącach negocjacji wznowiono akcję, kończąc ją ostatecznie w czerwcu 1924. Łącznie na terenie rosyjskim skorzystało z możliwości przesiedlenia ok. 1,1 mln osób, spośród których 65% stanowili Ukraińcy i Białorusini, a jedynie 20% Polacy.
W rezultacie na terenach na wschód od granicy określonej w traktacie ryskim, mimo prób pomocy w umożliwieniu repatriacji, np. przez Cinę Orlikowską w Kijowie, pozostało według różnych szacunków od 1,2 do 2 mln Polaków; same władze polskie szacowały liczbę pozostałych Polaków na 1,5 mln. Natomiast zaniżony oficjalny radziecki spis ludności z 1926 wykazywał 771 760 Polaków, z tego tylko w Ukraińskiej SRR blisko 0,5 mln Polaków skupionych w większości na Żytomierszczyźnie. W 1930 granicę przekraczało ponad 10 uchodźców dziennie.
Polskie roszczenia finansowe obejmowały pierwotnie kwotę 85 mln rubli w złocie, podczas gdy Rosjanie byli skłonni oddać 30 mln rubli. Rosja miała przeprowadzić reewakuację do Polski państwowego majątku kolejowego, rzecznego i drogowego o wartości 29 mln rubli w złocie. Traktat nie przewidywał żadnych sankcji na wypadek niewykonania postanowień, ostatecznie Sowieci nie wywiązali się z kwestii finansowych.
Traktat uregulował ważną z punktu widzenia stosunków cywilnych kwestię mienia należącego wcześniej do Cesarstwa Rosyjskiego, które pozostało na terenie Polski. Zgodnie z art. XII traktatu „mienie państwowe wszelkiego rodzaju, znajdujące się na terytorium jednego z układających się państw, albo podlegające reewakuacji do tego państwa na podstawie niniejszego traktatu stanowi jego niesporną własność. Za mienie państwowe uważa się wszelkiego rodzaju mienie oraz prawa majątkowe samego państwa, jakoteż wszelkich instytucji państwowych, mienie i prawa majątkowe, apanażowe, gabinetowe, pałacowe, wszelkiego rodzaju mienie i prawa majątkowe byłego cara rosyjskiego i członków byłego domu carskiego, wreszcie wszelkiego rodzaju mienie i prawa majątkowe nadane przez byłych carów rosyjskich.” Traktat stanowił w tym zakresie samoistną podstawę do dokonywania zmian wpisów w księgach wieczystych. Gwoli przykładu można wskazać, iż na tej właśnie podstawie własnością polskiego państwa stała się Katedra polowa Wojska Polskiego, która wykorzystywana była wcześniej jako  prawosławna katedra eparchii warszawskiej i nowogieorgijewskiej.
Ostateczny tekst traktatu podpisali w Rydze 18 marca 1921:
- ze strony Rzeczypospolitej Polskiej: Jan Dąbski, Stanisław Kauzik, Edward Lechowicz, Henryk Strasburger i Leon Wasilewski,
- ze strony Rosyjskiej Socjalistycznej Federacyjnej Republiki Rad (z upoważnieniem rządów Białoruskiej SRR i Ukraińskiej SRR): Adolf Joffe, Jakub Hanecki, Emanuel Kwiring, Jur Kociubiński i Leonid Oboleński.

Traktat zgodnie z wymogami ustanowionymi przez Traktat wersalski w art. 18 został zarejestrowany w Sekretariacie Ligi Narodów 12 sierpnia 1921 r. pod nr. 149.

## Epilog
Ze strony sowieckiej traktat ryski był traktowany od początku (podobnie jak traktat brzeski) jako wymuszone sytuacją militarną i polityczną efemeryczne zawieszenie broni w zagranicznej ekspansji państwa sowieckiego na Zachód. Prognozy Narodowej Demokracji co do przejściowego charakteru reżimu komunistycznego w Rosji okazały się iluzoryczne. ZSRR po podpisaniu w 1922 układu w Rapallo poprzez porozumienie polityczne z Niemcami (Republiką Weimarską) uchylił się od spłaty międzynarodowych zobowiązań Imperium Rosyjskiego i przełamał izolację dyplomatyczną. Konsekwencją było oficjalne uznanie państwa sowieckiego kolejno przez Wielką Brytanię (1922), Francję (1923) i wreszcie Stany Zjednoczone (1934).

Z postanowień traktatu ryskiego wykonane zostały regulacje dotyczące wytyczenia granicy i (w ograniczonym przez stronę sowiecką zakresie) repatriacji. Zobowiązania majątkowe strony sowieckiej nie zostały wykonane. Zobowiązania do zwrotu archiwów i zagrabionych dóbr kultury zostały wykonane w ograniczonym do minimum zakresie. ZSRR świadomie prowadził politykę sabotowania swych zobowiązań w tym zakresie. Do agresji ZSRR na Polskę 17.09.1939 traktat regulował stosunki pomiędzy II Rzecząpospolitą a RFSRR, a później ZSRR. 
Z podpisania traktatu niezadowoleni byli zarówno Piłsudski (dla którego oznaczało to kres koncepcji federacyjnej), jak i Narodowa Demokracja, obawiająca się krytyki mocarstw zachodnich w związku z samodzielną decyzją Polski. Do grona niezadowolonych zaliczyć trzeba także część kręgów rządzących w Rosji (Lew Trocki, Karol Radek), dla których oznaczało to zatrzymanie światowej rewolucji; jak też delegację Ukraińskiej Republiki Ludowej na obrady w Rydze, która uznała preliminaria z 12.10.1920 za złamanie sojuszu. Podpisanie pokoju z zadowoleniem przyjęło natomiast społeczeństwo polskie, wyczerpane kosztami wojny i towarzyszącego jej kryzysu ekonomicznego.
15 maja 1921, niecały rok po podpisaniu umowy warszawskiej i niecałe dwa miesiące po podpisaniu traktatu ryskiego, internowanych w obozie nr 10 w Kaliszu ukraińskich żołnierzy odwiedził marszałek Józef Piłsudski, który wypowiedział wówczas słynne słowa: „Ja was przepraszam, panowie. Ja was bardzo przepraszam. Tak nie miało być”.
17 września 1939 o godz. 3:00 w nocy (w chwili rozpoczęcia agresji sowieckiej na Polskę) zastępca Ludowego Komisarza (ministra) Spraw Zagranicznych Władimir Potiomkin przekazał ambasadorowi RP Wacławowi Grzybowskiemu notę dyplomatyczną zawierającą niezgodne ze stanem faktycznym i prawem międzynarodowym oświadczenie rządu ZSRR o „rozpadzie” państwa polskiego, „ucieczce” rządu polskiego, konieczności „ochrony mienia i życia” zamieszkujących „Zachodnią Białoruś” i „Zachodnią Ukrainę” Ukraińców i Białorusinów oraz „uwalnianiu” ludu polskiego od wojny. W konsekwencji ZSRR uznał wszystkie układy zawarte uprzednio z Polską (w tym traktat ryski, pakt o nieagresji Polska-ZSRR z 1932, przedłużony w 1934 do 1945, konwencję koncyliacyjną z 23 listopada 1932, tzw. Protokół Litwinowa z 9 lutego 1929, rozciągający na stosunki między tymi państwami postanowienia paktu Brianda-Kellogga z 27 sierpnia 1928 jeszcze przed jego formalną ratyfikacją oraz Konwencję o określeniu napaści podpisaną w Londynie 3 lipca 1933) za „nieobowiązujące” – zawarte z „nieistniejącym państwem”.

## Aparat wykonawczy
Celem realizacji zapisów traktatu powołano 5 komisji:
- Mieszana Komisja Graniczna
- Specjalna Komisja Mieszana
- Mieszana Komisja Reewakuacyjna
- Mieszana Komisja Repatriacyjna
- Mieszana Komisja Rozrachunkowa

przy których funkcjonowały też Delegacje państw - stron traktatu i ich ekspozytury.